# Kalu Uche
Kalu Uche (Aba, 15 de novembro de 1982) é um ex-futebolista nigeriano que atuou como meia e atacante. 

## Carreira
Pela Seleção Nigeriana, o atleta participou da Copa do Mundo 2010, onde marcou gol em duas partidas. Ele representou o elenco da Seleção Nigeriana de Futebol no Campeonato Africano das Nações de 2010.

## Títulos
Nigéria
- Campeonato Africano das Nações: 2010 3º Lugar.